# Stefan Schlick

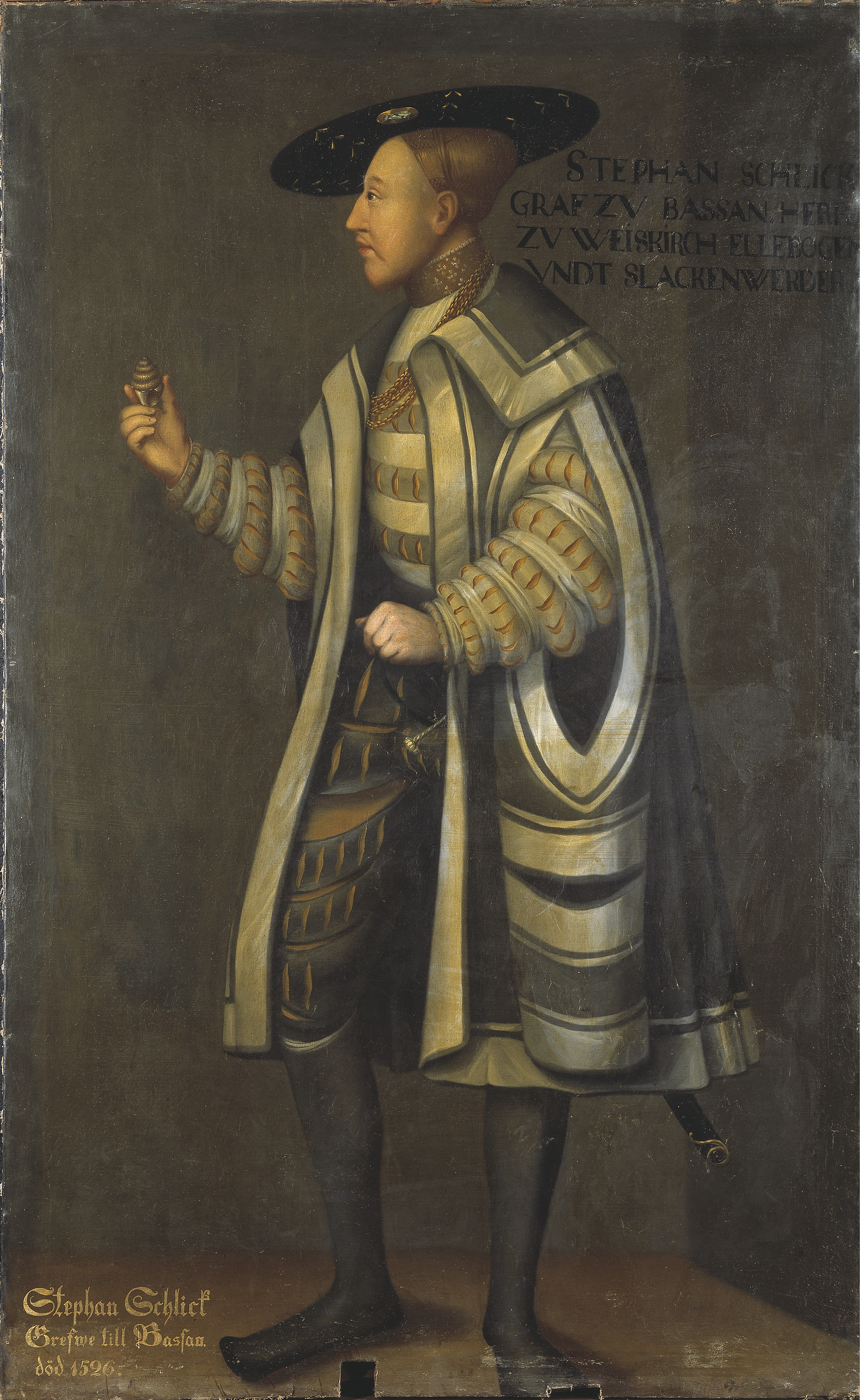
Stephan Schlick auf einem Gemälde von David Frumerie, das dieser um 1667 für Schloss Gripsholm malte. Das Gemälde befindet sich heute im Nationalmuseum Stockholm.

Stefan Schlick (auch Stephan Schlik bzw. Stephan Schlick oder Steffan Schlick, tschechisch Štěpán Šlik, * 24. Dezember 1487 in Schlackenwerth; † 1526 in der Schlacht bei Mohács), Graf zu Passaun, Herr zu Weißkirchen, Elbogen und Schlackenwerth, war ein böhmischer Adliger und Montanunternehmer. Darüber hinaus besaß er ein Münzrecht und ließ große Stückzahlen der Joachimsthaler Guldengroschen prägen, die später namengebend für Taler und Dollar wurden.

## Leben und Wirken
Stefan entstammte dem einflussreichen böhmischen Adelsgeschlecht Schlick. Er war der älteste Sohn von Graf Kaspar Schlick II. und Gräfin Elisabeth von Gutenstein. Kaspar Schlick I., Kanzler des Heiligen Römischen Reichs und Begründer des Geschlechts, war sein Großonkel. 1515 trat er das Erbe seines Vaters an.
Noch im gleichen Jahr wurde auf dem Gebiet seiner Herrschaft Schlackenwerth, nahe der kleinen Siedlung Konradsgrün, Silber gefunden. Stefan erkannte die sich bietende Gelegenheit. Schon 1515/1516 bildete er in Karlsbad zusammen mit Alexander von Leisnig, Wolf von Schönberg, Hans Pflug von Rabenstein sowie Annaberger Gewerken eine Gewerkschaft. Als das Bergwerk 1516 bereits 516 Taler Ausbeute lieferte, zog er Fachleute aus Sachsen hinzu, die das Vorkommen begutachteten und eine Silberhütte errichten ließen. Einer von ihnen, Heinrich von Könneritz, ließ sich hier nieder und wurde Berghauptmann und Münzmeister. Später kamen weitere Spezialisten aus Sachsen: Wolf Sturtz wurde 1519 Bergmeister. Albrecht von Schreibersdorf, der zwischen 1512 und 1523 in der Münzstätte Annaberg die Klappmützentaler prägte, kam 1523. Peter Hettersberger, der von 1519 bis 1523 Zehntner war und durch Unterschlagungen 1522/1523 einen Knappenaufstand auslöste, kam aus Dresden.

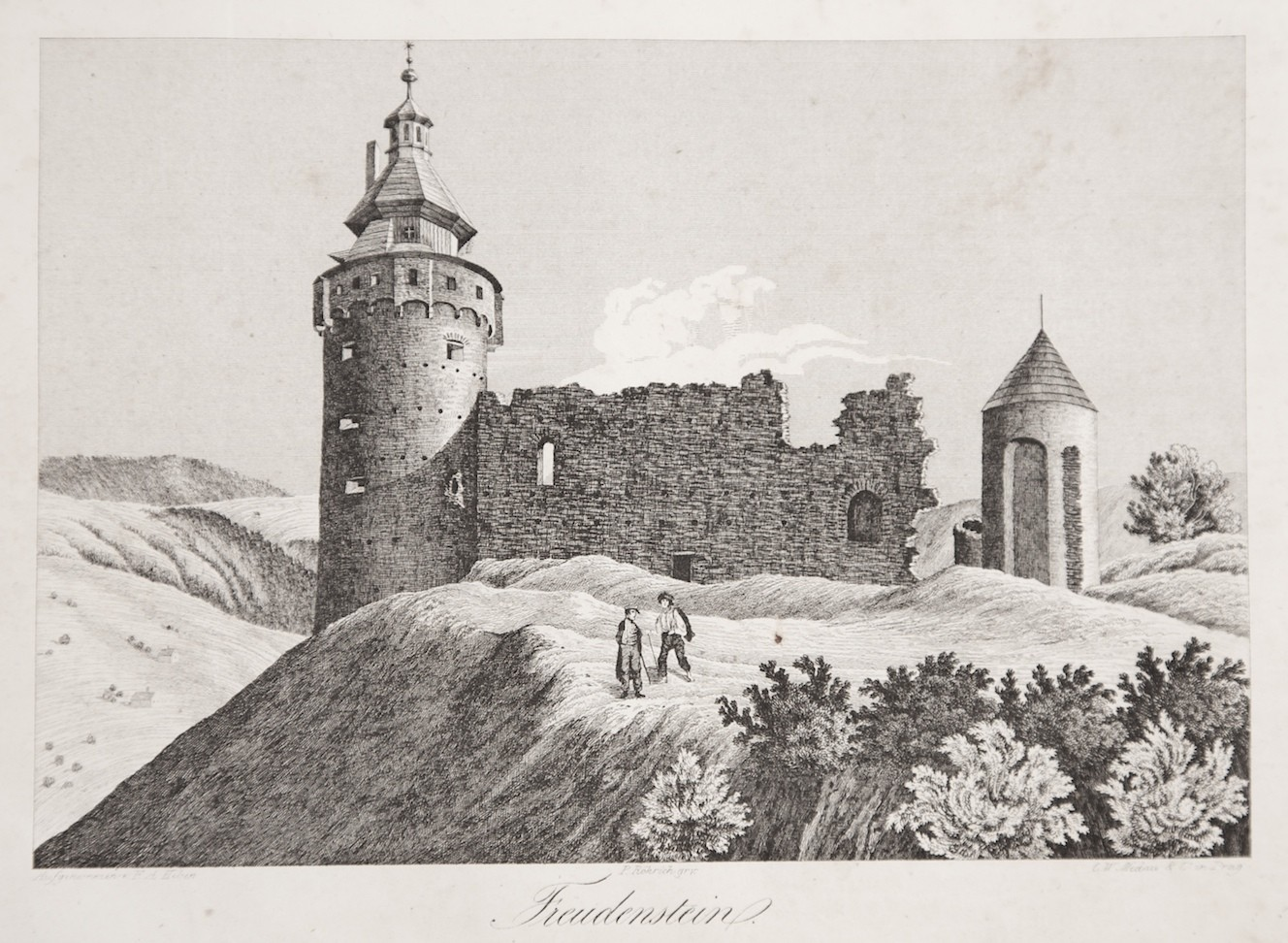
Ruine der Burg Freudenstein nach einem Stahlstich aus dem 19. Jahrhundert

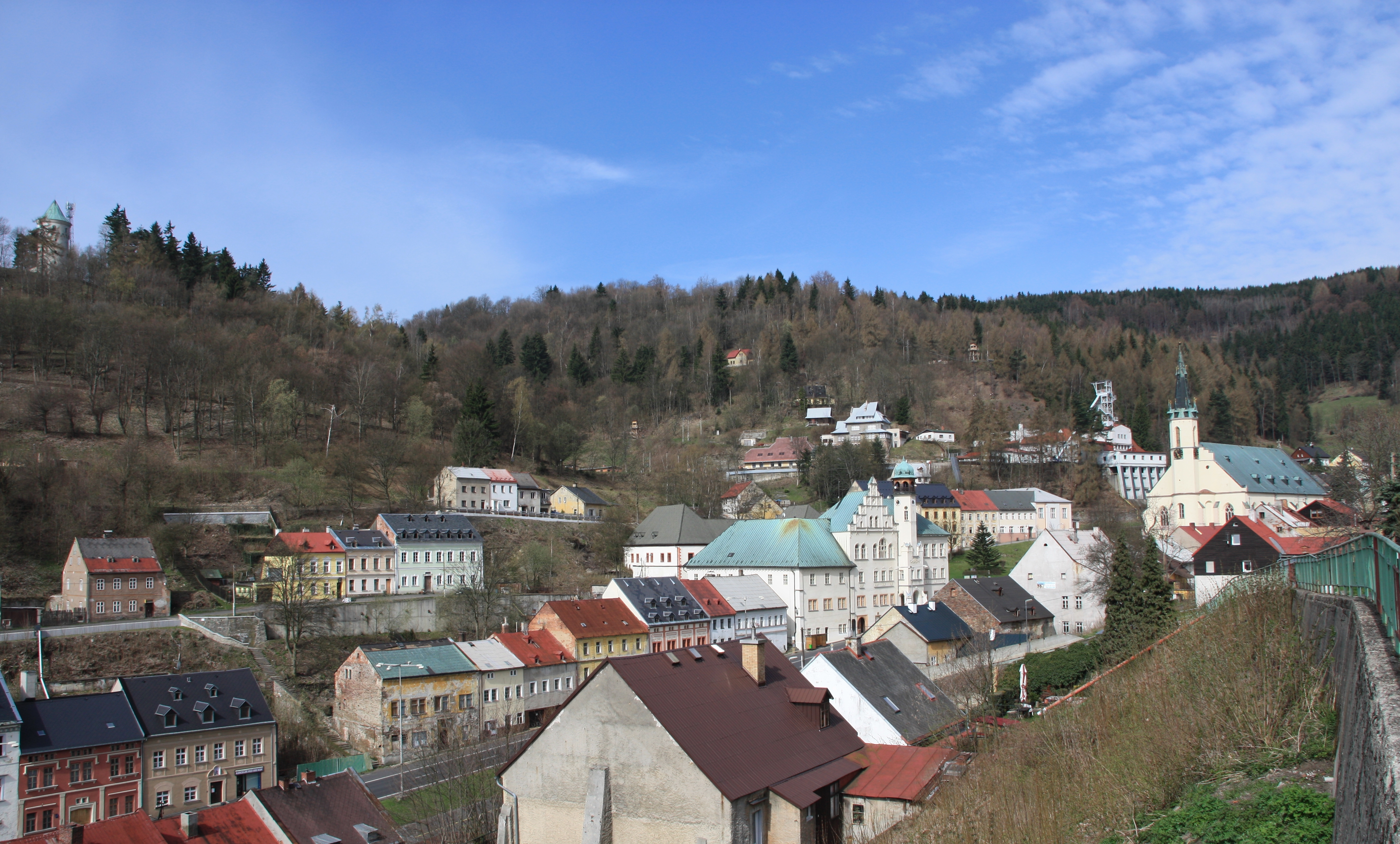
Blick über Jáchymov mit Schlickturm, Rathaus und Kirche. Die Siedlung wurde seit 1517 am Hang des engen Tales angelegt.

Die Ausbeute stieg schnell: 1517 11.997 Taler, 1518 61.530 Taler, 1519 92.416 Taler und 1520 bereits 136.611 Taler. Das Berggeschrei lockte Bergleute in Scharen aus Sachsen über die durchlässige Grenze nach Böhmen. War deren Ansiedlung anfangs noch ungeordnet, konnten ab 1517 Hofstätten verteilt werden, auf denen schließlich 1.200 Häuser in das enge Tal gebaut wurden. Ebenfalls 1517 ließ Schlick durch Johann Münnich in kurzer Bauzeit Schloss bzw. Burg Freudenstein zum Schutz der Siedlung, der Bergwerke sowie die Unterbringung der Bergbeamten erbauen. Da die sächsischen Bergleute auf ihre Gewohnheitsrechte pochten, die sich von denen des böhmischen Bergrechts unterschieden, erließ er am 8. August 1518 eine eigene Bergordnung mit 106 Artikeln. Diese Schlicksche Bergordnung lehnte sich stark an die Annaberger Bergordnung von 1509 an, was nicht verwundert, da Könneritz bereits an dieser mitgearbeitet hatte. Diese Bergordnung floss auch in spätere böhmische Bergordnungen ein und führte zu einer Angleichung von sächsischem und böhmischem Bergrecht.
Im selben Jahr konnte er mit den Rittern von Haslau auf Gfäll, die von den Schlicks mit dem Gebiet belehnt waren, einen Vergleich schließen. Nun endlich konnte er Privilegien vergeben, die die weitere Entwicklung der Siedlung vorantrieben. Diese erhielt um 1519 den Namen „Sankt Joachimsthal“ (nach Sankt Joachim), so benannt in Analogie zu Sankt Annaberg (nach Sankt Anna). Schließlich wurde der Ort am 6. Januar 1520 durch einen Majestätsbrief von König Ludwig II. zur „freien Bergstadt“ erhoben.
Darüber hinaus zog er fremdes Kapital hinzu, das die Nürnberger Patrizier Jakob Welser und Hans Nützel für Investitionen und Löhne bereitstellten. Dieses ließen sie sich mit dem erzeugten Silber vergüten („Silberkauf“), das allerdings unter Marktwert verrechnet wurde. Auf diese Weise machte Schlick nur geringe Gewinne. Deshalb bemühte sich Stefan Schlick ab 1519 um das dem König zustehende Münzrecht. Dieses erhielt er als erster Münzberechtigter zusammen mit seinen Brüdern im April 1520 durch einen Landtagsbeschluss, allerdings mit dem Hinweis, dass es jederzeit widerrufen werden könne. Dies hing auch damit zusammen, dass die Herrschaft Schlackenwerth lediglich Pfandlehen war.
Vermutlich bereits 1519 hat Schlick im Schloss erste Probeprägungen vornehmen lassen. Nach Erteilung des Münzrechts beauftragte er Könneritz mit dem Ankauf eines Hauses zum Ausbau als Münze. Nach dem Vorbild der Münzprägungen in Tirol und Sachsen ließ er vor allem ganze Guldengroschen prägen. Anm. 1 Allerdings war er damit ungleich erfolgreicher. Das lag einerseits daran, dass die Vorgaben für den Silbergehalt penibel eingehalten wurden. So ließ er auf der zweimal jährlich stattfindenden Leipziger Messe Münzprobationen durchführen. Überdies förderte Schlick bewusst die Verbreitung, handelte er doch mit den kursächsischen Herrschern aus, dass die Guldengroschen auch in Sachsen verbreitet werden. Hierzu musste er zusagen, dass der Münzmeister sächsischer Untertan ist. Es wurde berechnet, dass in den 9 Jahren von 1519 bis 1528 etwa 2,2 Millionen Joachimsthaler geprägt wurden.

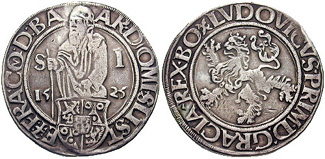
Joachimsthaler Guldengroschen von 1525.
Auf dem Avers der Namenspatron Sankt Joachim über dem Wappen der Familie Schlick. Die Umschrift enthält Schlicks Namen: AR(ma) DOMI(norum) SLI(comum) STE(fani) E(t) 7 FRA(trum) COM(itum) D(e) B(assano). Auf dem Revers der doppelt geschwänzte, gekrönte Böhmische Löwe und die Umschrift zu Ehren von Ludwig II.

In den wenigen Jahren seiner Herrschaft gab es unruhige Zeiten in der aufstrebenden Metropole, die mit 18.000 Einwohnern bald zweitgrößte Stadt Böhmens war. Aufstände in den Jahren 1517, 1522/1523 und 1525 konnte er immer wieder durch Verhandlungen und Zugeständnisse beilegen. Der letzte Aufstand war eingebettet in den Deutschen Bauernkrieg, der zwar weitere Bergstädte heimsuchte, Joachimsthal aber am stärksten traf. Schloss Freudenstein, das Rathaus und die Münze wurden geplündert. Schließlich konnte auch dieser Aufstand beigelegt werden, zumal wenige Tage vorher Müntzer in der Schlacht bei Frankenhausen unterlag. Strafmaßnahmen setzte Schlick kaum um, auch um das Kapital zu schützen. Stattdessen wurde die Bergordnung von 1518 um einige Zusätze erweitert und 1525 in den Druck gegeben.
Aber nicht nur auf Joachimsthal erstreckten sich seine Aktivitäten. 1523 kaufte er den Herren von Hertenberg das Recht auf den Bleizehnten für 270 Gulden ab und legte durch Bergfreiheiten die Grundlage für die spätere Bergstadt Bleistadt (Oloví). 1524 unterstützte er Herzog Heinrich den Jüngeren bei seinen Bemühungen, den Bergbau im Oberharz wiederzubeleben, indem er seinen ehemaligen Bergmeister Wolf Sturtz dorthin empfahl.
Wie viele Schlicks stand auch Stefan der seit 1517 umgehenden Reformation aufgeschlossen gegenüber. Bereits vor der Stadtwerdung kaufte er dem Dechant von Falkenau an der Eger das Patronatsrecht ab und übertrug dieses auf die Stadtgemeinde.
Schlick war seit 1521 mit Margaretha Pflug von Rabenstein verheiratet. Sie hatten einen Sohn, den Kalixtiner Moritz, mit dem die Schlackenwerther Linie 1578 ausstarb, sowie eine Tochter Sybila. 1526 zog Stefan zusammen mit seinem Bruder Heinrich und zahlreichen Bergleuten an der Seite von König Ludwig II. in den Kampf gegen das osmanische Heer unter Süleyman dem Prächtigen. Nach der vernichtenden Niederlage in der Schlacht bei Mohács am 29. August 1526 verlieren sich seine Spuren. Nach Johannes Mathesius soll er nach Armenien verkauft worden sein. Nachforschungen seiner Familie, die 1527 zwei Boten nach Konstantinopel entsandte, blieben ergebnislos. Bis 1528 galt er noch als Haupt der Familie, Mitbesitzer der Familiengüter und erster Münzberechtigter. Die Münzen trugen weiterhin seinen Namen. Schließlich wurde er aber für tot erklärt. Der 1527 inthronisierte König Ferdinand I. nutzte diese Gelegenheit und ließ sich auf dem Landtag zu Budweis 1528 das Münzrecht als ein dem König gehörendes Regal wieder zuerkennen. Wegen der Verdienste von Stefan Schlick kam es im selben Jahr noch zu einem Vergleich mit den Erben. Diese durften weiter münzen, aber nur mit königlichem Wappen und Namen, wie in anderen königlichen Münzstätten auch.
Damit endete die relativ kurze Zeit der Joachimstaler, die oft auch Schlick(en)taler genannt werden. Diese war derart erfolgreich, dass der Name auf den Reichstaler und den Taler übertragen wurde. Auch ausländische Währungen leiten sich hiervon ab, wie der Dollar, der Jefimok in zaristischen Russland sowie der Tolar in Slowenien.

## Gedenken
In Jáchymov erinnert ein 1924 errichtetes Denkmal an den Stadtgründer. In Berlin-Zehlendorf wurde der Schlickweg nach dem „Begründer des böhmischen Silberbergbaus“ benannt. In Karlsbad gibt es die Schlickgasse (Šlickova ulice) sowie ein Wandgemälde, das vier bedeutende Vertreter der Schlickschen Familie – darunter auch Stefan Schlick – darstellt.

## Vorfahren
(Quelle:)
|  |                                                       |  |  |  |  |  |  |  |  |  |  |  |  |
|  | Heinrich Schlick                                      |  |  |  |  |  |  |  |  |  |  |  |  |
|  |                                                       |  |  |  |  |  |  |  |  |  |  |  |  |
|  |                                                       |  |  |  |  |  |  |  |  |  |  |  |  |
|  | Matthes Schlick Graf zu Passaun-Weißkirchen           |  |  |  |  |  |  |  |  |  |  |  |  |
|  |                                                       |  |  |  |  |  |  |  |  |  |  |  |  |
|  |                                                       |  |  |  |  |  |  |  |  |  |  |  |  |
|  | Constantia von Collalto                               |  |  |  |  |  |  |  |  |  |  |  |  |
|  |                                                       |  |  |  |  |  |  |  |  |  |  |  |  |
|  |                                                       |  |  |  |  |  |  |  |  |  |  |  |  |
|  | Kaspar II. Schlick Graf zu Passaun-Weißkirchen        |  |  |  |  |  |  |  |  |  |  |  |  |
|  |                                                       |  |  |  |  |  |  |  |  |  |  |  |  |
|  |                                                       |  |  |  |  |  |  |  |  |  |  |  |  |
|  | Erkinger I. von Seinsheim, Freiherr von Schwarzenberg |  |  |  |  |  |  |  |  |  |  |  |  |
|  |                                                       |  |  |  |  |  |  |  |  |  |  |  |  |
|  |                                                       |  |  |  |  |  |  |  |  |  |  |  |  |
|  | Kunigunde von Schwarzenberg                           |  |  |  |  |  |  |  |  |  |  |  |  |
|  |                                                       |  |  |  |  |  |  |  |  |  |  |  |  |
|  |                                                       |  |  |  |  |  |  |  |  |  |  |  |  |
|  | Barbara von Abensberg                                 |  |  |  |  |  |  |  |  |  |  |  |  |
|  |                                                       |  |  |  |  |  |  |  |  |  |  |  |  |
|  |                                                       |  |  |  |  |  |  |  |  |  |  |  |  |
|  | Stefan Schlick Graf zu Passaun-Weißkirchen            |  |  |  |  |  |  |  |  |  |  |  |  |
|  |                                                       |  |  |  |  |  |  |  |  |  |  |  |  |
|  |                                                       |  |  |  |  |  |  |  |  |  |  |  |  |
|  |                                                       |  |  |  |  |  |  |  |  |  |  |  |  |
|  |                                                       |  |  |  |  |  |  |  |  |  |  |  |  |
|  |                                                       |  |  |  |  |  |  |  |  |  |  |  |  |
|  | Burian von Gutenstein                                 |  |  |  |  |  |  |  |  |  |  |  |  |
|  |                                                       |  |  |  |  |  |  |  |  |  |  |  |  |
|  |                                                       |  |  |  |  |  |  |  |  |  |  |  |  |
|  |                                                       |  |  |  |  |  |  |  |  |  |  |  |  |
|  |                                                       |  |  |  |  |  |  |  |  |  |  |  |  |
|  |                                                       |  |  |  |  |  |  |  |  |  |  |  |  |
|  | Elisabeth von Gutenstein                              |  |  |  |  |  |  |  |  |  |  |  |  |
|  |                                                       |  |  |  |  |  |  |  |  |  |  |  |  |
|  |                                                       |  |  |  |  |  |  |  |  |  |  |  |  |
|  | Heinrich V. Graf von Ortenburg                        |  |  |  |  |  |  |  |  |  |  |  |  |
|  |                                                       |  |  |  |  |  |  |  |  |  |  |  |  |
|  |                                                       |  |  |  |  |  |  |  |  |  |  |  |  |
|  | Sigunda von Ortenburg                                 |  |  |  |  |  |  |  |  |  |  |  |  |
|  |                                                       |  |  |  |  |  |  |  |  |  |  |  |  |
|  |                                                       |  |  |  |  |  |  |  |  |  |  |  |  |
|  | Elisabeth von Torring                                 |  |  |  |  |  |  |  |  |  |  |  |  |
|  |                                                       |  |  |  |  |  |  |  |  |  |  |  |  |
|  |                                                       |  |  |  |  |  |  |  |  |  |  |  |  |

## Schriften
- Ordenung des freyen vnd löbliche[n] bergkwercks in Sant Joachimsthal. Gutknecht, Nürnberg 1518 (Digitalisat).
- Auffgerichte handlung zu notdurfft vnd foerderung des Bergwerges bneben zuuor angenomner vnd ausgegangner Ordnung/ Jnn S. Joachims Thale. Johann Schönsperger d. J., Zwickau 1525 (Digitalisat).